# Шилов, Николай Петрович
Николай Петрович Шилов (1900 — 1939) — советский разведчик, псевдонимы Григорий и Кук, участник операции «Маки-Мираж», капитан государственной безопасности (1935).

## Биография
Из русской семьи официанта трактира и портнихи. Получил начальное образование в 3-х классном приходском училище с 1909 до 1912, затем окончил 4-х классное высшее начальное училище в Галиче с 1912 до 1916, потом учился в Иваново-Вознесенской школе колонистов с 1916 до 1918, также окончил краткосрочные курсы землемеров-таксаторов в Галиче с весны до лета 1918. По специальности отработал всего два месяца в земельном отделе Галича. Вступил ряды Красной армии в 1918, воевал на Польском фронте и 20 сентября 1919 поступил на службу в органы государственной безопасности, стал членом РКП(б) в октябре того же года.
С 13 сентября 1918 по январь 1919 доброволец 7-го Костромского продотряда, который действовал в Мамадышском уезде Казанской губернии. К 10 февраля 1919 прибыл в составе отряда на Восточный фронт и по апрель 1919 рядовой 39-го стрелкового полка 28-й стрелковой дивизии. В апреле 1919 был ранен под Елабугой, находился на излечении 3 месяца. С июня по 20 октября 1919 жил в Галиче случайными заработками. С 20 октября по конец 1919 рядовой Галичского добровольческого коммунистического отряда, затем 491-го стрелкового полка 164-й стрелковой бригады 55-й стрелковой дивизии, участвовал в боях с белофиннами и Юденичем под Петроградом. Зимой 1919-1920 учился в школе младшего командного состава 164-й бригады в Петрограде, по окончании которой становится помощником командира взвода, временно исполняющим обязанности командира взвода в 491-м полку 164-й бригады. Потом воевал в составе 6-й стрелковой дивизии на Польском фронте. С 20 сентября 1920 по 18 апреля 1921 делопроизводитель агентуры особого отдела ВЧК 6-й стрелковой дивизии Гродно. До 30 июля 1922 заведующий регистраций, затем начальник агентуры ОО ВЧК/ГПУ этой дивизии. До 19 января 1923 помощник начальника ОО ГПУ 19-й стрелковой дивизии, до 18 марта временно исполняющий должность начальника ОО ГПУ этой дивизии. До 12 мая этого же года уполномоченный ОО ГПУ Минского военного округа. До 13 марта 1924 уполномоченный ИНФАГО (информационно-агентурного отдела) по обслуживанию Минского уезда и по информационному освещению БССР. Затем уполномоченный ИНФО (информационного отдела) по наблюдению за информационной работой в окротделах, временно исполняющий должность начальника ИНФО, уполномоченный ИРО (информационно-разведывательного отдела) ГПУ БССР. Затем уполномоченный ИРО ПП (полномочного представительства) ОГПУ по Западному краю.
В декабре 1925 переведён на Дальний Восток и до 30 октября 1926 уполномоченный ИРО, затем начальник ИНФАРСО Приморского губернского отдела ОГПУ. До 28 апреля 1928 помощник начальника 55-го кавалерийского пограничного отряда ОГПУ по СОЧ (секретно-оперативной части), потом в резерве назначения. Со 2 июня 1928 по 9 февраля 1929 помощник начальника КРО (контрразведывательного отдела) ПП ОГПУ по Дальневосточному краю До 10 января 1930 руководил КРО Владивостокского окружного отдела ОГПУ. С 10 января 1930 до 17 апреля 1932 находился на закордонной работе по линии ИНО (иностранного отдела) в Маньчжурии, работал резидентом под именем Николая Петровича Григорьева, оперативные псевдонимы — «Григорий» и «Кук». В составе оперативной группы участник боёв на КВЖД и ликвидации банды Мохова. После возвращения с 3 ноября 1932 временно исполняющий должность, 10 июля утверждён начальником ИНО ПП ОГПУ (ИНО/7-го отдела УГБ УНКВД) по Дальневосточному краю до 20 июля 1937. Руководил оперативной игрой «Весна» против японской разведки.

## Арест и следствие
20 июля 1937 откомандирован в отдел кадров НКВД СССР, прибыл с семьёй в Москву, где получил 2-х комнатную квартиру. 25 июля назначен начальником 4-го отделения 7-го отдела ГУГБ НКВД СССР. Уже через месяц, 29 августа, арестован по телеграмме Г. С. Люшкова, а затем уволен и исключён из компартии. Следствие по его делу велось в Хабаровске, куда он был этапирован. На первый допрос был вызван только 3 ноября 1937. От Н. И. Шилова требовали изобличающих показаний на недавно арестованных Т. Д. Дерибаса, С. И. Западного, С. А. Барминского. Невзирая на недопустимые методы дознания, виновным ни в чём себя не признавал. Тем не менее, был приговорён 23 января 1939 к ВМН военным трибуналом краснознамённых пограничных и внутренних войск ДВО и расстрелян 10 мая того же года. Посмертно реабилитирован ВКВС СССР за отсутствием состава преступления 22 февраля 1958.

## Семья
Отец умер когда Н. И. Шилову исполнился год, а мать умерла ещё до ареста сына. Был женат, имел дочь.